# Charles Baron (architecte)
Pour les articles homonymes, voir Charles Baron et Baron.
Charles Baron est un architecte français né le 16 janvier 1836 à Marseille et mort le 2 mai 1915 à Cannes.

## Biographie
Charles-André Baron naît à Marseille le 16 janvier 1836. Son père, André-Joseph Baron, est maçon. Il étudie à l'école des Beaux-Arts de Marseille dans la classe de l'architecte Pascal Coste, travaille dans l'atelier de l'architecte Colin et réalise plusieurs immeubles de rapport. Il continue ses études à Paris, puis fait des voyages en Égypte et au Proche-Orient. Il est nommé professeur d'architecture à Marseille. Il épouse le 19 mars 1858 Gabrielle Bernard dont il a trois enfants, Gabriel, Anna-Joséphine et Claire-Joséphine,.
Lauréat d'un concours organisé par la Société des Régates de Cannes pour le Cercle nautique de la ville, il s'installe à Cannes en 1863. Il jouit alors d'une grande notoriété et réalise un nombre important d'immeubles, villas, chalets, châteaux, hôtels, modelant l'urbanisme de la ville par son empreinte. Il construit tout d'abord au sud de la voie ferrée nouvellement ouverte et dans le centre-ville puis au nord de la voie ferrée et dans les quartiers résidentiels hors du centre. Visibles sur le plan régulateur de 1877, nombre de ses cent cinquante réalisations ont aujourd'hui disparu ou fait l'objet d'un lotissement,. Sa production est éclectique, italianisante ou classique avec des emprunts au maniérisme, aux styles Renaissance et Baroque.
Homme d'affaires avisé, il dessine cependant les plans d'un hôpital, d'un orphelinat, d'une école enfantine, d'un asile de vieillards et d'un asile de nuit, commandités par des organisations caritatives, en renonçant à ses honoraires. Il est administrateur de la commission hospitalière du bureau de bienfaisance, membre de la société de secours mutuel des maçons, trésorier de la société de secours aux blessés de Cannes,.
Il meurt le 2 mai 1915 à l'âge de soixante-dix-neuf ans. Il est inhumé au cimetière du Grand Jas,.

## Œuvres

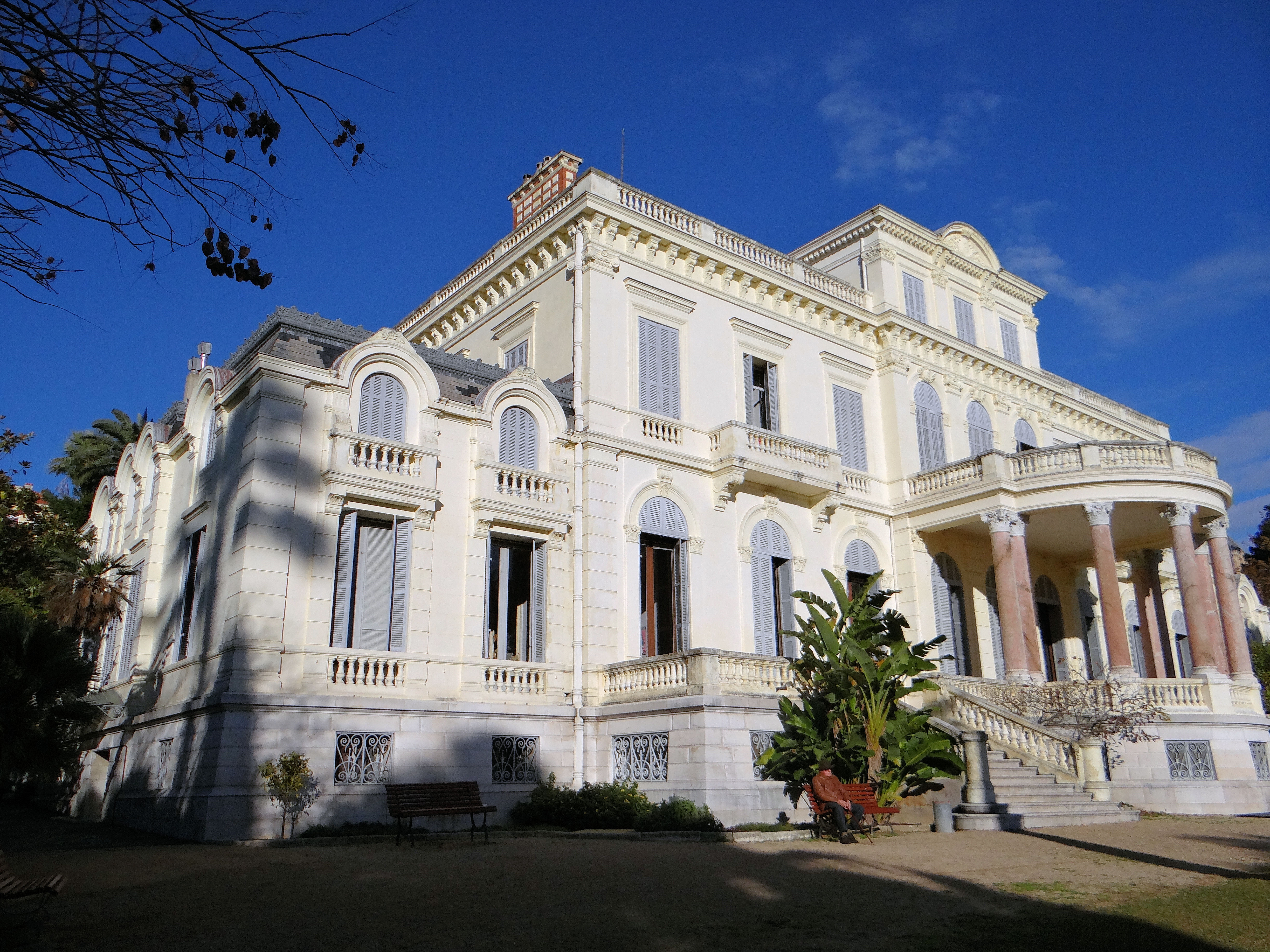
Villa Rothschild.

- Jardin d'agrément du château Sainte-Ursule[3],10 avenue du Docteur-Raymond-Picaud, en 1856
- Villa Saint-Honoré[4],[5], 19 avenue du Docteur-Raymond-Picaud, en 1863,
- Cercle nautique[6], 49-50 boulevard de la Croisette, en 1864 (détruit),
- Jardin des Hespérides[7], 104 boulevard de la Croisette, en 1864 (détruit),
- Orphelinat du Sacré-Cœur[8], 5 rue de Mirmont, en 1868 (détruit),
- Villa des Dunes[9], 90-92 boulevard de la Croisette, en 1868 (détruit),
- Villa Marina[10], 100 boulevard de la Croisette, vers 1870,
- Jardin d'agrément de la villa Marina[11], 100 boulevard de la Croisette, vers 1870 (détruit),
- Villa Magdeleine[12], 33 avenue Amiral-Wester-Wemys, vers 1870,
- Villa Maria Luisa[13], impasse des Anges, vers 1870 (détruit),
- Chalet Criquette[14], 42 avenue de Vallauris, vers 1870 (détruit),
- Villa Henri[15], 75 boulevard de la Croisette, vers 1870 (détruit),
- Villa Gros[16], 6 à 14 avenue Maréchal-Juin, en 1870 (détruit),
- Villa Gonnet[17], impasse des Anges, en 1870 (détruit),
- Villa des Hirondelles[18], 53 avenue du Prince-de-Galles, vers 1872,
- Villa Clotilde[19], 18 boulevard de la République, vers 1872,
- Hôtel de France et chalet Joséphine[20], 28 boulevard de la République, en 1872,
- Villa Alabama[21], 70 à 74 avenue du Roi-Albert, en 1872,
- Villa Saint-Étienne[22], 14-16 avenue Isola-Bella, en 1872,
- Villa Baron[23], 22 avenue Isola-Bella, en 1872,
- Villa Lutetia[24], 6 rue Docteur-Calmette, vers 1873,
- Villa Pepita[25], 14 impasse de Pierval, vers 1875,
- Villa Clairette[26], 1 boulevard de Montfleury, en 1875,
- Villa Tournoël[27], 29 avenue du Grand-Pin, en 1875,
- Hôtel Central[28], 10 avenue Saint-Nicolas, en 1877,
- Villas Jumelles[29], 128-130  rue d'Antibes, vers 1878 (détruite),
- Villa Monte Leo[30], 26 avenue Général-Koenig, en 1878 (détruit),
- Villa Saint-Jules[31], 13 rue Mozart, vers 1880,
- Villa Saint-Félix[32], chemin de Terrafial, vers 1880,
- Villa Saint-Dominique[33], 31 boulevard de la Croisette, vers 1880,
- Villa Maurice-Alice[34], 68 avenue du maréchal Galiéni, en 1880,
- Hôtel Beau Site (aménagement)[35], 13 boulevard Beausite, en 1880
- Chalet de la Fourcade, puis Savoy Hôtel[36], 25 chemin de Mauvarre, en 1880,
- Théâtre[37], 102 rue d'Antibes 1 rue Molière, en 1881,
- Villa Rothschild[38],[39], 7 avenue Jean-de-Noailles, en 1881-1882,
- Villa de la Californie[40], 2 avenue Reine-Elisabeth-de-Belgique, vers 1883,
- Villa du Pin de la Danse[41], 48 boulevard Eugène-Gazagnaire, en 1884,
- Villa Trianon[42], 48 à 52 boulevard Alexandre-III, en 1890

## Distinctions
- Chevalier de la Légion d'honneur (décret du 9 février 1904)
- Officier d'académie

Charles Baron est officier d'Académie, membre de l'ordre de Sainte-Anne de Russie, chevalier de la Légion d'honneur, chevalier du Médjidié,,.